# Vojin Prole
Vojin Prole (srbskou cyrilicí Bojин Пpoлe; * 16. dubna 1976, Novi Sad) je bývalý jugoslávský fotbalový brankář srbského původu.
Mimo Srbska (resp. Svazové republiky Jugoslávie, poté Srbska a Černé Hory) působil na Slovensku v klubu ŠK Slovan Bratislava, kde byl oblíbený u fanoušků a v roce 2007 ukončil aktivní hráčskou kariéru. Na Slovensku pak zůstal.

## Klubová kariéra
S fotbalem začal v dorostenecké fotbalové škole klubu FK Vojvodina Novi Sad, do A-týmu se ale nedostal. Odešel do FK Mladost Bački Jarak hrajícího srbskou první B-ligu. V letech 1997–2001 hrál v klubu FK Železnik z Bělehradu.
Ve Slovanu Bratislava působil v letech 2001 až 2007, poté ukončil kvůli problémům s kolenem kariéru ve věku 31 let.

## Rodina
Manželka pochází z Jugoslávie (ze současné Bosny a Hercegoviny), seznámili se na Slovensku. Společně mají dva syny, mladšího Noa a staršího Tea.